# Niedersorbisches Gymnasium Cottbus
Das Niedersorbische Gymnasium in Cottbus (Abkürzung NSG; niedersorbisch Dolnoserbski gymnazium Chóśebuz, abgekürzt DSG) ist das einzige Gymnasium, in welchem in niedersorbischer Sprache unterrichtet wird. Neben dem Sorbischen Gymnasium Bautzen ist es eines der beiden Gymnasien Deutschlands mit sorbischer Unterrichtssprache.

## Geschichte
Das Niedersorbische Gymnasium wurde am 1. September 1952 als Sorbische Oberschule (Serbska wuša šula) gegründet. Auf Initiative von Frido Mětšk kamen 76 Schüler sowie 8 Lehrer aus dem obersorbischen Bautzen nach Cottbus. Der erste Jahrgang legte im Jahre 1954 noch ein obersorbisches Abitur ab. Im Jahr 1959 wurde aus der Sorbischen Oberschule die Sorbische Erweiterte Oberschule (Serbska rozšyrjona wuša šula). 1974 wurde der Schule der Name „Marjana Domaškojc“ verliehen. Heute soll es dazu dienen, die niedersorbische Sprache und Kultur (oft auch Wendisch genannt) in der Lausitz zu erhalten. Stand April 2015 waren am NSG circa 500 Gymnasiasten in den Jahrgangsstufen 5 bis 12 eingeschult. Der Schulleiter ist Matthias Guttke. Stellvertretender Schulleiter ist Uwe Kuhmann.
In der Nähe der Schule befindet sich das Niedersorbische Internat.

## Gebäude und Ausstattung
Das Schulgelände besteht aus 4 Gebäuden, dem Altbau, dem Neubau, der Turnhalle und der Cafeteria.
Der unter Denkmalschutz stehende Altbau wurde nach Plänen des Architekten Arno Pasig errichtet und im Juni 1910 für das Königlich-Preußische Lehrerseminar eingeweiht. Im Altbau, der Lehrräume auf 4 Etagen hat, ist jeder Raum mit einem White-Board inkl. Beamer ausgestattet. Weiterhin gibt es 3 Räume mit Computern.
Ebenso dient der Neubau hauptsächlich dem Unterrichten. Hier gibt es Fachräume für Experimente in Biologie, Chemie und Physik. Es können z. B. Brenner oder Mikroskope direkt am Sitzplatz des Schülers verwendet werden.
Die Turnhalle ist neben dem Neubau auch ein neuentstandenes Gebäude. Sie verfügt über Feldlinien für einige Sportarten (wie Volleyball oder Fußball) und die dazugehörigen Utensilien (Netze, Körbe etc.). In der Turnhalle können 2 Gruppen ohne Beeinträchtigung parallel trainieren, weil sie mittig teilbar durch eine Trennwand ist.
In der Cafeteria können Speisen erworben und gegessen werden. Die Cafeteria bietet allen Schülern nicht gleichzeitig Platz, weswegen die Pausen der Klassenstufen zeitlich verteilt sind. Die Cafeteria wird auch für Veranstaltungen genutzt.
Die Schüler des Niedersorbischen Gymnasiums bieten einen digitalen Rundgang an.

## Bekannte Absolventen
- Jurij Koch (* 1936), sorbischer Schriftsteller
- Detlef Kobjela (1944–2018), sorbischer Komponist und Musikwissenschaftler
- Anja Pohontsch (* 1970), sorbische Fernsehmoderatorin
- Alexander Marusch (* 1977), Theaterregisseur
- Christian Matthée (* 1979), Fernsehmoderator